# Litsea hunanensis
Litsea hunanensis Yen C. Yang & P.H. Huang – gatunek rośliny z rodziny wawrzynowatych (Lauraceae Juss.). Występuje naturalnie w południowych Chinach – w południowej części prowincji Hunan. 

## Morfologia
PokrójZimozielone drzewo dorastające do 5 m wysokości. Gałęzie są nagie.
LiścieNaprzemianległe lub zebrane są na końcach gałęzi. Mają kształt lancetowaty lub odwrotnie jajowato lancetowaty. Mierzą 5–7 cm długości oraz 1–2,5 cm szerokości. Są nagie. Nasada liścia jest klinowa. Blaszka liściowa jest o spiczastym wierzchołku. Ogonek liściowy jest nagi i dorasta do 5–6 mm długości.
OwoceMają elipsoidalny kształt, osiągają 11 mm długości i 6–7 mm szerokości.

## Biologia i ekologia
Rośnie w gęstych lasach. Owoce dojrzewają od kwietnia do maja.